# Jeleniak myszaty

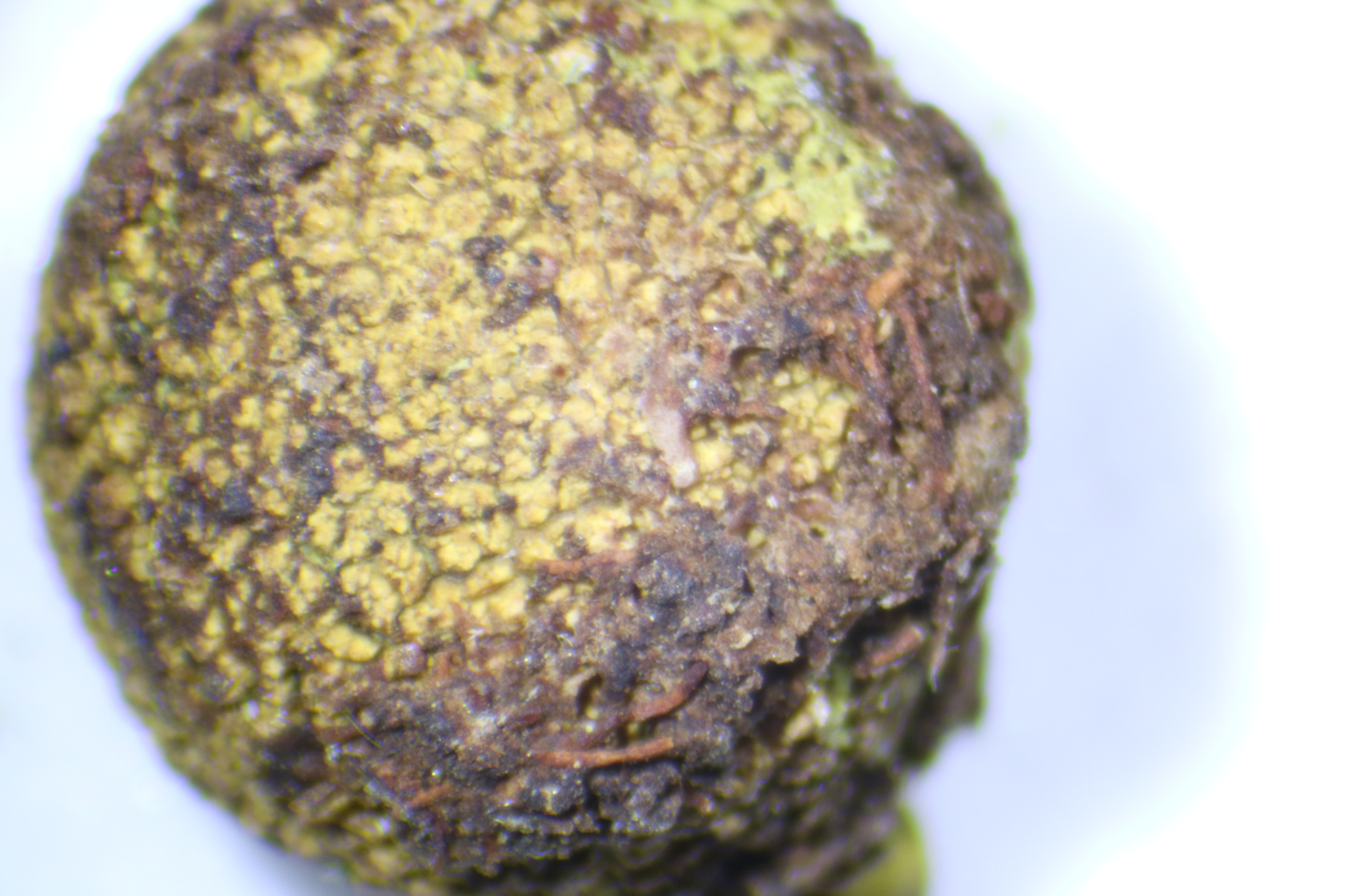

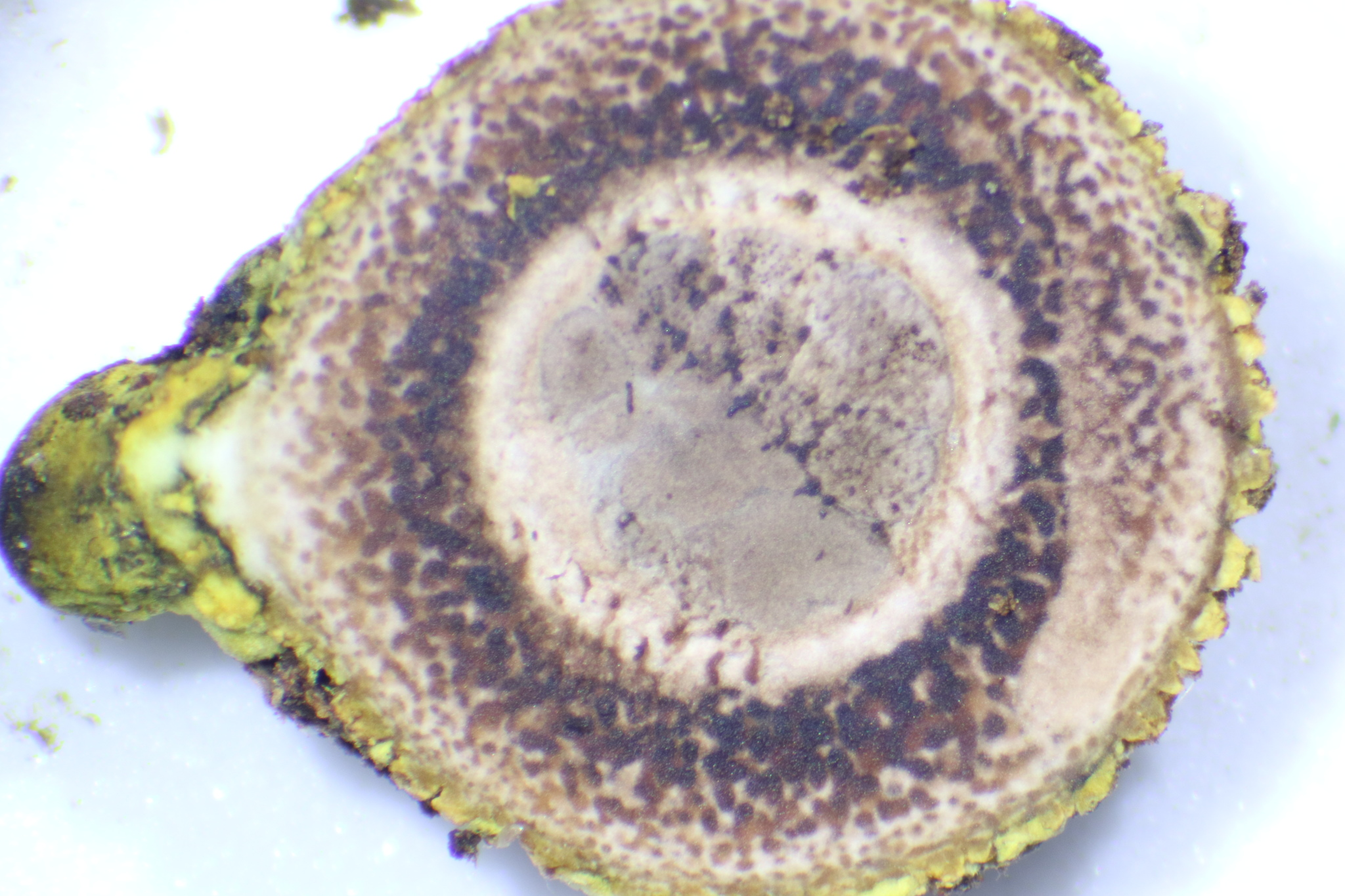

Jeleniak myszaty, jeleniak nastroszony (Elaphomyces muricatus Fr.) – gatunek grzyba z rodziny jeleniakowatych (Elaphomycetaceae).

## Systematyka i nazewnictwo
Pozycja w klasyfikacji według Index Fungorum: Elaphomycetaceae, Eurotiales, Eurotiomycetidae, Eurotiomycetes, Pezizomycotina, Ascomycota, Fungi.
Po raz pierwszy opisał go Elias Fries w 1829 r. i nadana przez niego nazwa naukowa jest aktualna do dzisiaj.
Ma 16 synonimów. Niektóre z nich:
- Elaphomyces muricatus f. fagicola Ławryn. 1988
- Elaphomyces muricatus f. heterodermus B.C. Zhang 1991
- Elaphomyces muricatus f. reticulatus (Vittad.) Ławryn. 1988
- Elaphomyces muricatus var. reticulatus (Vittad.) A. Paz & Lavoise 2017
- Elaphomyces muricatus var. variegatus (Vittad.) A. Paz & Lavoise 2017[2].

Nazwę polską podali Barbara Gumińska i Władysław Wojewoda. W internetowym atlasie grzybów ma nazwę jeleniak nastroszony.

## Morfologia i tryb życia
Tryb życia
Jest to grzyb podziemny. Jego zarodniki rozprzestrzeniają się w pobliżu, gdy owocniki zostaną mechanicznie zniszczone przez zwierzęta, a także gdy zostaną przez nie zjedzone. Jedzą je m.in. jelenie, sarny i dziki. Zarodniki nie ulegają strawieniu w ich układzie pokarmowym i wydostają się wraz z ich odchodami, dzięki czemu rozprzestrzeniają się na duże nieraz odległości. Obecnie w Europie notuje się występowanie dużej ilości jeleniaków. Związane to jest z wytępieniem przez ludzi drapieżników redukujących liczbę jeleni, saren i dzików. Ich zwiększona ilość sprzyja rozprzestrzenianiu się jeleniaków.
Owocniki
Kuliste, lub prawie kuliste, czasem zdeformowane klejstotecja o średnicy 5–20 mm, po wyschnięciu twarde. Powierzchnia żółtawo-ochrowa lub żółtobrązowa, gęsto pokryta brodawkami, z wiekiem zwykle ciemniejsza i matowa. Zapach niewyraźny. Perydium o grubości 1,2–2 mm, zwarte, dwuwarstwowe. Warstwa zewnętrzna (kora) z małymi piramidalnymi brodawkami zbudowanymi z gęsto splecionych strzępek. Ciemno żółtawo-brązowe brodawki mają średnio 164 μm wysokości i (246–)287(–328) μm szerokości u podstawy.
Warstwa wewnętrzna ma grubość około 1 mm i również składa się z przeplatanych strzępek. Ma czerwonawy lub żółtawy kolor, po osiągnięciu dojrzałości staje się wyraźnie marmurkowa. Gleba z pojedynczą jamą, początkowo pustą, później wypełnioną strzępkami workotwórczymi, a po osiągnięciu dojrzałości sproszkowaną masą czarno-brązowych zarodników. Strzępki workotwórcze widoczne są jako cienkie i delikatne białe, luźno utkane żyłki wychodzące z boków jamy do jej środka. Worki kuliste, szeroko elipsoidalne lub nieregularne, 30–60 μm, cienkościenne, 2-, 3-, 5-zarodnikowe. Askospory kuliste (8–)10–20(–26) μm średnicy, początkowo szkliste, żółtawo-brązowe, w miarę dojrzewania przechodzące w ciemnobrązowe do czarniawych i prawie nieprzezroczystych w świetle przechodzącym. Dojrzałe są grubościenne, pokryte blisko rozmieszczonymi tępymi kolcami lub pręcikami o wysokości 2–3 μm, nieregularnie ułożone w bloki i zmienne w wyglądzie.
Gatunki podobne
Jeleniak myszaty występuje na tych samych terytoriach co jeleniak sarni (Elaphomyces granulatus). Owocniki obu gatunków są podobne, ale jeleniak myszaty różni się od jeleniaka sarniego marmurkowatym perydium, mniejszymi zarodnikami i mniejszą liczbą zarodników w workach (2–6). Jeleniak szorstki (Elaphomyces asperulus) również jest podobny, ale odróżnia się barwą perydium; na przekroju poprzecznym ma odcienie purpurowe, podczas gdy u jeleniaka myszatego jest białe.

## Występowanie i siedlisko
Podano występowanie jeleniaka myszatego na wszystkich kontynentach poza Afryką i Antarktydą. Najwięcej stanowisk podano w Europie, również w Polsce notowany jest na licznych stanowiskach. Obok jeleniaka sarniego (Elaphomyces granulatus) jest to jeden z najczęściej w Europie występujących gatunków jeleniaków. Aktualne stanowiska jeleniaka myszatego podaje internetowy atlas grzybów. Znajduje się w nim na liście gatunków zagrożonych i wartych objęcia ochroną.
Grzyb podziemny ektomykoryzowy. Rośnie w lasach liściastych, zwłaszcza bukowych. Jego znalezienie jest trudne, gdyż owocniki rozwijają się na głębokości kilku cm pod powierzchnią ziemi. Ułatwia je maczużnik nasięźrzałowy (Tolypocladium ophioglossoides). Jest to pasożytujący na jego owocnikach grzyb, który tworzy ponad powierzchnią kilkucentymetrowej wysokości podkładki.

## Zastosowanie
Dla ludzi jest to grzyb niejadalny i z tego powodu nazywany bywa fałszywą truflą. Zjadany jest jednak przez niektóre zwierzęta, m.in. jelenie i dziki. W Meksyku ma zastosowanie sakralne, w Europie wykorzystywany był jako afrodyzjak. To ostatnie zastosowanie brało się z przekonania ludzi o jego własnościach zwiększania popędu płciowego i potencji, ponieważ często występował na rykowiskach jeleni. W istocie często tam występuje z tego powodu, że jelenie biorą udział w rozprzestrzenianiu jego zarodników.